# معركة خاركوف الثانية
معركة خاركوف الثانية (بالروسية: Харьковская операция - عملية خاركوف، بالألمانية: Schlacht bei Charkow - معركة خاركوف) هو الاسم الذي أطلقه فيلهلم كايتل على هجوم قوات المحور المضاد على رأس الجسر الذي أنشأه الجيش الأحمر عند إيزيوم والذي استمر خلال الفترة الممتدة من 12 مايو وحتى 28 مايو 1942 على الجبهة الشرقية خلال الحرب العالمية الثانية، هدف الهجوم لإزالة رأس جسر إيزيوم (بالروسية: Изюмский плацдарм) عند بلدة بارفينكوفو الواقعة على نهر الدونتس والتي عُرفت فيما بعد بثغرة بارفينكوفو (بالروسية: Барвенковский выступ) التي كانت واحدة من أهم القواعد السوفيتية لشن الهجمات المضادة على القوات الألمانية، جاء هجوم خاركوف كمحاولة سوفيتية جديدة لتحقيق المبادرة الهجومية الإستراتيجية بعد نجاح الهجوم المضاد في الشتاء السابق والذي أجبر القوات الألمانية على التراجع والارتداد بعيدا عن موسكو وإن كلّف الاتحاد السوفيتي أعدادا هائلة من الاحتياط العسكري، ومع ذلك فشل هجوم خاركوف في تحقيق أهدافه لافتقاده عنصر المفاجأة الذي اعتمدت عليه القوات السوفيتية سابقا.
شنت القوات السوفيتية هجومها طليعة يوم 12 مايو 1942 تحت قيادة المارشال سيميون تيموشينكو على مواقع الجيش السادس من خلال نتوء كونته القوات السوفيتية خلال الهجوم الشتوي المضاد، ولكن سرعان ما توقف التقدم السوفيتي بعد البداية القوية التي حققها خاصة مع ازدياد قوة الهجمات الألمانية المضادة والقرارات الحساسة الخاطئة التي اتخذها قادة الأركان السوفيت وفي مقدمتهم جوزيف ستالين الذي فشل في تقدير قوة الجيش السادس الألماني علاوة على ثقته الزائدة في قواته حديثة التكوين مما أعطى القوات الألمانية القدرة على تطويق القوات السوفيتية واستخدام تكتيك الكماشة الذي أوقف التقدم السوفيتي وقطع وسائل الاتصال بين القوات السوفيتية وباقي الجبهة.